# アビアンカ・エルサルバドル
アビアンカ・エルサルバドル（スペイン語: Avianca El Salvador）は、エルサルバドルのサンサルバドルに本拠地を置く航空会社である。2009年にアビアンカ航空と経営統合したTACA航空（略称：TACA、スペイン語: Transportes Aéreos del Continente Americano、英語: Air Transport of the American Continent）が2013年12月に改称されたもの。

## 概要

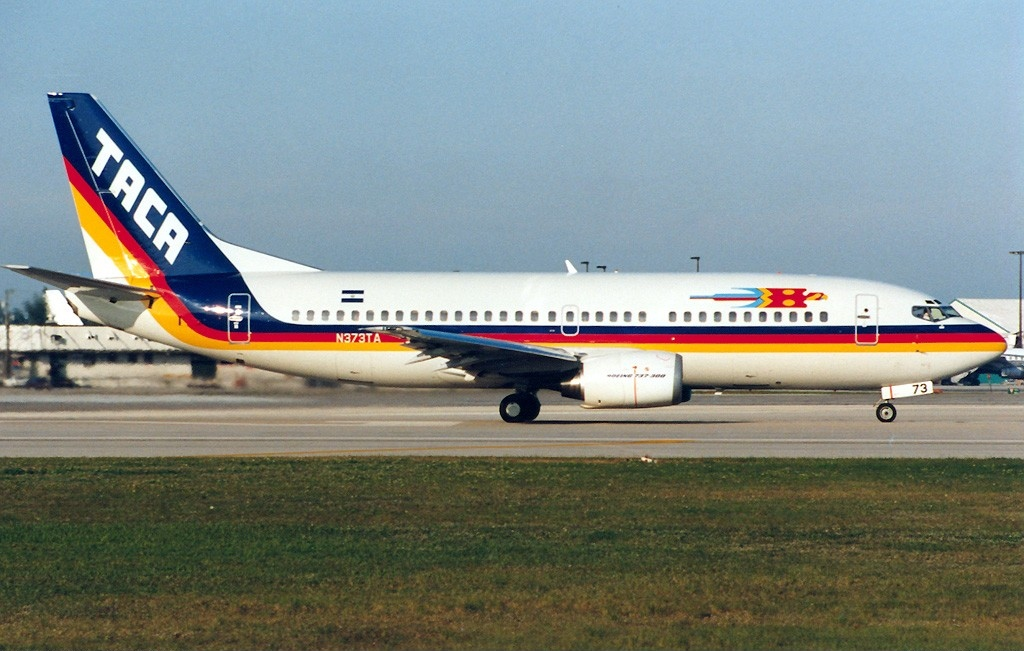
TACAの所有するボーイング737-300型機

エルサルバドルの首都・サンサルバドルのエルサルバドル国際空港を本拠地とする。TACA航空は、単一の航空会社ではなく、コスタリカ共和国のLACSA（LR）、グアテマラ共和国のAVIATECA（GU）、ペルーのTACA PERU（TA）と戦略的なアライアンス提携により、連合で運航していた。よってCRS上の2レターは別になるが、同じ航空会社の運航になった。アライアンス開始当初は、GRUPO TACAと名乗っていたが、単なるTACAに変更。コスタリカのLACSAのみ、TACAとは別個の単独運航を行っていた。
中米諸国の他、アメリカ・カナダ・南米諸国の19カ国主要36都市に就航している。
2009年10月7日、アビアンカ航空と経営統合すると発表した。経営統合完了後は持ち株会社の下にアビアンカとTACAの双方を並存させる予定である。
2010年11月10日には、国際航空連合・スターアライアンスが社長会でアビアンカ-タカ航空グループの加盟を承認。2012年6月21日にアビアンカ航空とともに加盟した。
2013年にアビアンカ-タカ航空グループの航空会社のブランド名を「アビアンカ」に統一する旨が発表され、「TACA」と言う名称は消滅。エルサルバドルのタカ航空は「アビアンカ・エルサルバドル」に変更された。

## コードデータ
アビアンカ・エルサルバドル（旧TACA航空）：この記事の航空会社
- IATA航空会社コード : TA
- ICAO航空会社コード : TAI

アビアンカ・コスタリカ（旧LACSA航空）
- IATA航空会社コード : LR
- ICAO航空会社コード : LRC

アビアンカ・ペルー（旧TACA PERU航空、旧TransAm）
- IATA航空会社コード : T0
- ICAO航空会社コード : TPU

AVIATECA航空
- IATA航空会社コード : GU
- ICAO航空会社コード : GUG

## 歴史
1931年
最初は一機のSTINSON single-motor機で運航を開始、その後TACA（Transportes Aéreos CentroAmericanos）は貨物会社として1938年に設立された。
1989年-1995年
グアテマラのAVIATECA、コスタリカのLACSA、ニカラグアのNICAとTACA航空は戦略的提携により、Grupo TACAの名で統合的な運航を行ってきた。これにより、TACAはラテンアメリカで最も効率的な運輸業となった。
1998年
エアバスよりA319及びA320を購入して、機材の総入れ替えを行った。
2001年
中米にあるサンサルバドル、サンホセの2つのハブ空港と共に、南米路線を提供するTACA PERUの就航でリマにハブ空港が追加された。これにより、南北アメリカ大陸全土に対して広範囲の輸送網が構築できた。
2005年-2006年
A319、A320、同系機種のA321を含めた30機を導入。
2008年
TACA航空の新ロゴマークを発表。
2010年
アビアンカ航空と経営統合すると発表した。アビアンカ-TACA航空グループがスターアライアンスに加盟。
2013年
「アビアンカ」傘下航空会社のブランド名を「アビアンカ」に統一する旨が発表され、「TACA航空」の名称が消滅、エルサルバドル拠点の航空会社（旧TACA航空）は「アビアンカ・エルサルバドル」となった。

## フリークエント・フライヤー・プログラム
TACA航空ではアビアンカ航空とともに『LifeMiles』(ライフマイルズ)というマイレージサービスを展開している。
かつては『DISTANCIA』（ディスタンシア）という独自のマイレージサービスを運営していたが、アビアンカ航空との経営統合により双方のサービスを本サービスに統合したものである。
TACA・アビアンカ両社の他、スターアライアンス各社の搭乗でもマイルの取得や特典への交換が可能である。

## ハブ空港
北中米路線のハブ空港（旧TACA航空）：
エルサルバドル共和国（Comalapa International Airport:SAL）
中南米路線のハブ空港（旧LACSA航空）：
コスタリカ共和国（Juan Santamaría International Airport:SJO）
南米のハブ空港（旧TACA PERU）：
ペルー共和国（Jorge Chávez International Airport:LIM）

## 保有機材
| 機材も           | 運用数 | 発注数 |    |     |     | 備考     |
| 機材も           | 運用数 | 発注数 | B  | Y   | 計  | 備考     |
| ---------------- | ------ | ------ | -- | --- | --- | -------- |
| エアバスA319-100 | 4      | —      | 12 | 108 | 120 |          |
| エアバスA320-200 | 5      | —      | 12 | 138 | 150 |          |
| エアバスA320neo  | 3      | —      | 12 | 141 | 153 |          |
| エアバスA321-200 | 1      | —      | 12 | 182 | 194 | 退役予定 |
| 計               | 13     | —      |    |     |     |          |

なお、親会社であるアビアンカ航空はエアバスA320neoシリーズを100機注文しており、一部がアビアンカ・エルサルバドルにも納入される予定である。

## 中米各国のグループ国内線航空会社
- AEROPERLAS（パナマ）
- INTER（グアテマラ）
- ISLEÑA（ホンジュラス）
- LA COSTEÑA（ニカラグア）
- SANSA（コスタリカ）

## AEROMAN TACA
AEROMAN TACA（エルサルバドル）はTACAが持つ機材整備会社で自社の機材だけでなく、アメリカウエスト航空(→USエアウェイズ→アメリカン航空)やジェットブルー航空などのA319やA320の整備を行なっている。